# Tropic Holiday
 Tropic Holiday és una pel·lícula estatunidenca de Theodore Reed estrenada el 1938.

## Argument
Dorothy Lamour és una mexicana que s'enamora d'un escriptor americà de visita al seu país (on arriba a anar a una cursa de toros), la qual cosa dona lloc a números musicals d'un artista, Tito Guízar, amb tots els tòpics que el públic exigia: comèdia romàtica, ball, cançons i llocs exòtics -Mèxic en aquest cas.

## Repartiment
- Bob Burns: Breck Jones
- Dorothy Lamour: Manuela
- Ray Milland: Ken Warren
- Martha Raye: Midge Miller
- Binnie Barnes: Marilyn Joyce
- Tito Guízar: Ramón
- Elvira Ríos: Rosa
- Roberto Soto: Roberto
- Michael Visaroff: Felipe
- Bobbie Moya: Pepito
- Fortunio Bonanova: Barrera
- Matt McHugh: Joe